# Informatique de la personnalité

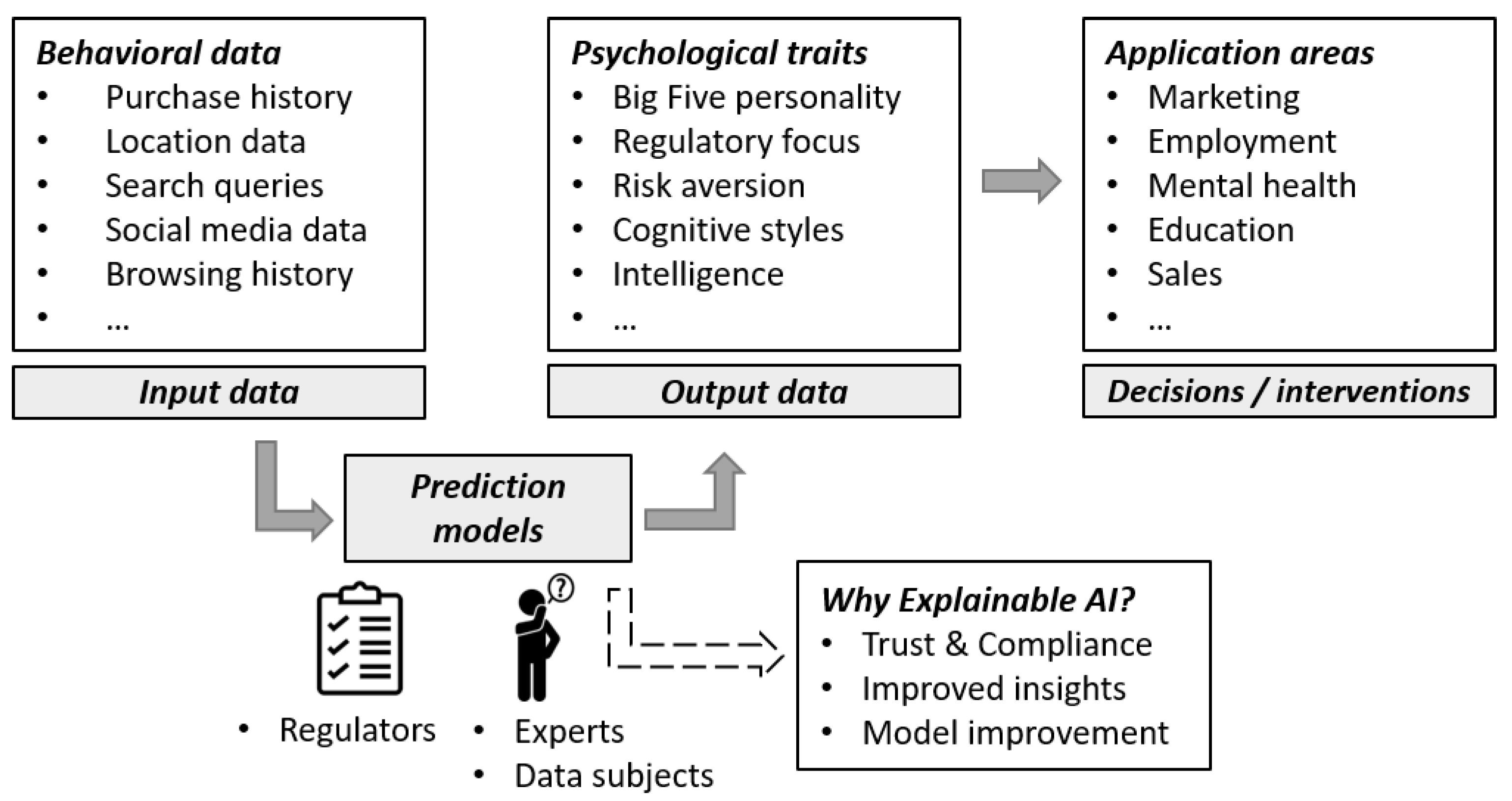
L’IA explicable, dans les applications qui captent nos traces numériques et analysent des données comportementales pour profiler la psychologie d'individus. Le marketing, l’embauche, la santé mentale utilisent ainsi des données issues des médias sociaux, de nos smartphone et ordinateurs, de nos préférences d’écoute de musique et vidéo, de nos comportements de mobilité et même de nos transactions financières

L'informatique de la personnalité  (Personality computing) est un domaine de recherche centrée sur l'intelligence artificielle appliquée à la psychologie de la personnalité.
Il s'agit de décrire et modéliser une personnalité (par exemple, à partir des cinq grands traits de personnalité) et en se basant sur des informations captées et évaluées  (par exemple : des textes écrits, des empreintes numériques, des photos, des données audio ou vidéo (on peut maintenant finement cartographier la qualité de la voix et l’intonation, qui reflètent des différences fines de personnalité), ou multimédia, l’utilisation d’un smartphone et des réseaux sociaux, des comportements non verbaux, des modèles de parole, des jeux, etc.). Il est, inversement, également devenu possible de doter des chatbots ou avatars d'une apparence de personnalité complexe et de plus en plus « crédible ».
Ces capacités soulèvent des questions éthiques complexes, notamment liées à la rapidité des progrès de l'IA et à l'expansion des outils de surveillance (caméras notamment)

## Vocabulaire
L'expression Personality Computing a été créée par Vinciarelli et Mohammadi, mais d'autres auteurs utilisent d'autres expressions :
Synonymies
- évaluation computationnelle des traits de personnalité (ex : Ilmini et Fernando, 2017)[4]
- phénotypage numérique (ex : Onnela et Rauch, 2016)[5]
- psychoinformatique (ex : Markowetz et al., 2014)[6]
- détection de la personnalité (ex Harari et al., 2020)[7],[8]
- détection automatique de la personnalité (ex : Mehta et al., 2019)[9]
- évaluation de la personnalité par apprentissage automatique (p. ex., Bleidorn et Hopwood, 2019)[10]
- évaluation automatique de la personnalité (ex:Kedar et Bormane, 2015)[11].

## Définition
L'informatique de personnalité aborde trois principaux problèmes liés à la personnalité : 
- la reconnaissance automatique de la personnalité, sa perception et sa synthèse[12].
- la reconnaissance automatique de la personnalité concerne en général une déduction du type de personnalité et de traits de personnalités d' individus cibles, à partir de leur empreinte numérique,
- la perception automatique de la personnalité est la déduction de la personnalité attribuée par un observateur à un individu cible sur la base d'un comportement observable

La synthèse automatisée de personnalités, généralement par une IA générative est la génération de traits de comportement ou d'un style de personnalité artificielle, par exemple pour des avatars et des agents virtuels.
Les tests de personnalité auto-évalués ou les évaluations des observateurs sont toujours exploités comme vérité terrain pour tester et valider les performances des algorithmes d’intelligence artificielle pour la prédiction automatique des types de personnalité. Il existe une grande variété de tests de personnalité, comme le Myers Briggs Type Indicator (MBTI)  ou le MMPI, mais les plus utilisés sont les tests basés sur le modèle à cinq facteurs comme le Revised NEO Personality Inventory.
L'informatique de la personnalité peut être considérée comme une extension ou un complément de l'informatique affective, où la première se concentre sur les traits de personnalité et la seconde sur les états affectifs. Une autre extension des deux domaines est le Character Computing qui combine divers états et traits de caractère, y compris, mais sans s'y limiter, la personnalité et l'affect.

## Histoire
L'informatique de la personnalité date des environs de l'année 2005, lancée par quelques travaux de recherche pionniers en matière de reconnaissance de la personnalité, montrant que les traits de personnalité pouvaient être déduits avec une précision raisonnable à partir de textes, tels que des blogs, des présentations personnelles ,,, et des adresses e-mail.
En 2008, un concept de « personnalité portable » pour la gestion distribuée des profils de personnalité a été développé.
Quelques années plus tard, ont commencé les recherches sur la reconnaissance et la perception de la personnalité à partir de signaux multimodaux et sociaux, tels que les réunions enregistrées  et les appels vocaux .
Dans les années 2010, les recherches se sont surtout concentrées sur la reconnaissance et la perception de la personnalité à partir des médias sociaux, en particulier de Facebook,, Twitter et Instagram. Dans les mêmes années, la synthèse automatique de personnalité a contribué à améliorer la cohérence des comportements simulés chez les agents virtuels.
Des travaux scientifiques ont démontré la validité du "Personality Computing" à partir de différentes empreintes numériques, notamment des préférences des utilisateurs telles que les likes des pages Facebook  ; puis les progrès de l'IA, de l'apprentissage automatique  et de l'apprentissage profond 10.1007/s10462-019-09770-z ont permis des mesures sophistiquées et fines de différences individuelles ; des mesures qui résistent à la falsification. Dans bien des cas, les machines peuvent mieux reconnaître la personnalité que les humains, y compris pour des aspects intimes tels que la sexualité, et mettre au jour des modèles complexes qui ne peuvent pas être récupérés par les approches statistiques traditionnelles   , en éventuelle contradiction avec la protection de la vie privée, l’autonomie. Des inquiétudes concernent l’équité, car on sait que des biais de l'IA concernent l’origine ethnique, religieuse, le genre, la sexualité, le handicap, la confession, la classe ou la culture ; ils peuvent être source de graves discriminations.
La puissance de l'IA fait qu'elle pourrait parfois se jouer de l’anonymisation ou du masquage des données, or connaitre finement les traits d'une personnalité permet un profilage de personnalité non consensuel, illégal et intrusif, portant atteinte à l’autonomie de la personne et à sa liberté de choix éclairé, pouvant menacer tous les processus démocratiques  et d'autodétermination éclairée (Boyd et al., 2020) ; comme on l'a vu à grande échelle avec Cambridge Analytica et AggregateIQ. Ces possibilités posent des questions morales, juridiques, sociales et éthiques nouvelles, et complexes, notamment dans le contexte du capitalisme de surveillance et du scoring social notamment.

## Applications
Selon Alexander et al. en 2020, potentiellement, des applications pourraient aider les psychologues et médecins à mieux comprendre leurs patients, et améliorer la santé et le bien-être, en permettant des interventions plus adaptées à la personnalisé de chacun.
Mais les techniques de l'informatique des personnalités, en particulier la reconnaissance et la perception de la personnalités, ont aussi et déjà des applications dans le marketing des médias sociaux, où elles aident, à mieux cibler, et à moindre coût, les campagnes publicitaires, de lobbying ou de désinformation, grâce à un ciblage psychologique discrets,, avec des risques de graves d'amplifier des dérives du type du scandale Facebook-Cambridge Analytica/Aggregate IQ (cf utilisation secrète de l'IA de Ripon pour sciemment miner les processus démocratiques).